# Jaime e seus Tentáculos
Jaime e seus Tentáculos  (em francês: Jamie a des Tentacules!!!) (no Gloob, conhecida como Jamie tem Tentáculos e em Portugal, conhecida como Jamie, o Príncipe do Planeta Blarb) é uma série animada de televisão francesa baseada nos livros de Aurore Damant e Julien Bizat, produzida pela Samka Productions para o canal France 3.  Ele estreou na France 3 em 25 de fevereiro de 2014.
A série foi renovada para uma S
segunda temporada, que estreou em 2016 na França no Canal+ Family, e no Brasil estreou na Nat Geo Kids no dia 15 de janeiro de 2018.
Em 1 de janeiro de 2018, a série estreou em Portugal no canal Biggs.
Uma terceira temporada está em produção.

## Enredo
Jaime Blarb, um garoto alienígena príncipe do planeta Blarb. Quando ele é ameaçado de ser comido pelos Vloks, ele foge para a Terra e conhece o seu melhor amigo que ele já teve, Erwin Walsh, um garoto terráqueo de 10 anos que tem uma irmã de 6 anos muito irritante chamada Aline, que sabe que Jaime é um alien, mas ninguém acredita. Como os Vloks souberam que Jaime foi para a Terra, mandaram dois agentes atrapalhados para capturar o Jaime, mas nunca conseguem capturá-lo.

## Personagens

### Principais
- Jaime/Jamie Blarb: É o príncipe extraterrestre do planeta Blarb, melhor amigo de Erwin Walsh e protagonista da série. Ele tem uma atitude positiva, ele é educado e, em várias oportunidades, ele não entende completamente a maneira como os humanos se comportam, tornando os costumes do planeta em seu lugar. Ele é constantemente incapaz de perceber o perigo em que ele está. No episódio "Princesa Jaime" da segunda temporada, ele vira uma menina chamada Jenny pra não se casar com uma princesa feia.
- Erwin Walsh: é o melhor amigo humano de Jamie e protagonista da série. Ele está obcecado com os quadrinhos do Falfatrax e dos Tetrapods quando ele não tinha amigos até Jaime chegar, e é muito alérgico, chegando a ter alergia a quase tudo. Ele oculta dizendo a seus pais que ele é um amigo e o ajuda a manter sua verdadeira identidade em segredo. Ele geralmente fica nervoso na presença de uma menina.

### Secundários
- Aline/Pralene Walsh: Ela é a irmã mais nova de Erwin, e ela odeia totalmente Jaime, fazendo tentativas repetidas para que ela soubesse quem ele realmente é para seus pais para que ele possa sair de casa. É um dos antagonistas da série. Ela é teimosa e, às vezes, age como se fosse mais velha, fala muito com seus pôneis de brinquedo (especialmente com o Sr. Pompom e o Flor do Campo). Às vezes, ela também quer expulsar o próprio irmão Erwin junto com Jaime, achando que Erwin é um comparsa. Na 2ª Temporada, ela parece ser mais amigável com Jaime e Erwin.
- Sr. e Sra. Walsh: Os pais de Erwin e Aline, a mãe é dona de uma loja de piscinas e cozinheira, já o pai é um astrólogo que quer muito conhecer um alienígena, eles são umas das pessoas que não sabem que Jaime é um alienígena.
- Tenente Vilson: Um andróide enviado pelas Vloks para capturar Jaime, foi enviado pelo simples fato de que ele era o único andróide que não estava de férias, tem gostos de moda e travestismo, não está muito focado em capturar Jaime ao contrário do sargento Muunhoz, é um pouco bobo apesar de ser um robô, sabe como tricotar e gosta de galinhas, para evitar que Jaime o descubra disfarçado de fazendeiro e finge ser um, constantemente arruina as tentativas do Sargento Muunhoz para capturar Jaime.
- Sargento Muunhoz: É uma vaca mutante com habilidade de falar, ganhou a habilidade quando o tenente contato visual chegou à Terra e, com uma arma de raio, reconfigurou a mente tornando-a de uma vaca normal ao sargento Muunhoz. O tenente Vilson disparou contra ele pelo simples fato de que ele pensou que ele era um ser humano, ao contrário do tenente de contato visual que ele está mais concentrado em capturar Jaime, suas tentativas de capturar Jaime são constantemente arruinadas pelo Tenente Vilson, ele parece um pouco bobo, ele não gosta da pequena concentração que o tenente Vilson tem. Ele é teimoso. Para passar despercebido, ele se passa como a vaca do tenente Vilson, adotando o nome de Margaret.
- General Vlok: Ele é o único por trás de tudo, ele quer comer Jaime e ele é a razão de ter mandado o tenente Vilson e o sargento Muunhoz para capturar Jaime, ele é um personagem vil, ele engana, se necessário ou não e ele não tem compaixão, ele é o maior antagonista. No episódio "Revolução!", ele é desintegrado pelo seu secretário e o tal substitui ele, mas continua com a mesma personalidade e intenção de comer Jaime, e, é claro, ganha um novo secretário.
- Mitch: Ele é o balconista da livraria em que Jaime e Erwin frequentam em alguns episódios, e um dos únicos personagens que sabe que Jaime é um alien, é amigo de Jaime e Erwin e Jaime costuma conversar com ele sobre suas características e costumes Blarbs. Erwin e ele vivem brigando pra ver quem é o melhor amigo de Jaime, como visto no episódio "Salvando Mitch" da Segunda Temporada.
- Rei e Rainha de Blarb: Os pais do Jaime, aparecem frequentemente quando Jaime faz ligações pra eles, sempre perguntam as mesmas coisas para Jaime, o rei é muito pessimista, já a rainha é muito generosa e otimista, sempre consolando o rei e tratando Jaime como um bebê. Os seus nomes verdadeiros são Maurício e Emília.

### Recorrentes
- Iris Mermoz: Uma menina mimada da escola de Erwin, por isso ele odeia a presença de meninas, mas no fundo ama ela, a sua primeira aparição foi no segundo episódio da primeira temporada ("Meninos são de Marte, Meninas são da Lua"), e sua última aparição foi no episódio "Uma Garota Vinda do Espaço" (da segunda temporada), também da primeira temporada. Como Erwin queria que ela sumisse porque ela já estava irritando, Jaime a mandou para um asteróide frio e longe.
- Sra. Mermoz: É a mãe de Iris, fala de um jeito meio esnobe, e vive acreditando nas mentiras, como quando Erwin inventou uma desculpa para o sumiço de Iris depois que Jaime mandou ela para o asteróide.
- Preston: É o primo esnobe de Erwin, que se acha melhor do que todos, ele é tão mal e possessivo que resolve fazer um acordo com os Vloks para dominar o mundo, mas eles quase comem ele e ele volta pra Terra com medo. Chama o Erwin de bobão frequentemente. Ele só apareceu no episódio "Meu Primo é o Dono do Universo" e nunca mais apareceu.
- Josette: A prima de Jaime, ele a acha muita chata (mais chata até do que a Aline), mas ela é muito dócil, e Erwin se apaixonou por ela no episódio de mesmo nome, porém, o que eles não sabiam é que era um Vlok disfarçado, a verdadeira prima Josette só chega depois, e Erwin promete não se apaixonar mais por ela. Aline odeia ela assim como odeia Jaime. Apareceu em dois episódios somente.
- Agentes do FBI: São uma dupla de agentes que trabalham para o FBI e capturam aliens, já capturaram Jaime, mas ele escapou, e Aline quase o mandou para eles, mas eles não aceitaram pois a carta estava malfeita. Só apareceram na primeira temporada, na segunda, quem quer capturar Jaime são um grupo de cientistas amigos do Sr. Walsh.
- Primos de Jaime: São dois primos mais velhos de Jaime que trabalham numa hamburgueria ("O Melhor Hambúrguer da Galáxia"), eles são extremamente grosseiros e fazem bullying com principalmente Erwin. Quase quiseram comer Erwin. Aparecem apenas na segunda temporada. Eles são criminosos procurados pela polícia intergaláctica, que enganam e se aproveitam das pessoas só para ganhar dinheiro, como visto no episódio "Primos Suspeitos", em que eles provam a torta da Sra. Walsh e acham que tem um ingrediente secreto, o que faz eles quererem torturar Erwin até que ele diga o ingrediente, só para roubar o proveito da família Walsh e criar uma loja de tortas.
- Primo Kenny: Um dos primos de Jaime, ele foi mencionado em 2 episódios, e nunca apareceu, em "Sem Ervilhas na Terra para Jaime" ele diz que Kenny ficou com tanto medo que encolheu e nunca mais o encontraram, e em "Cheiro de Saudade de Casa" Erwin quer fazer Jaime parar de chorar até que Erwin come coisas que ele é alérgico e fica muito inchado, fazendo Jaime rir e dizer que ele se parecia com Kenny.
- Joãozinho: Um menino que faz bullying com Erwin (embora seja menor que ele) que apareceu nos episódios "Paz e Amor", "O Papel Principal" e "Ranho Real".
- Tia Regina: A tia de Erwin e Aline, nunca apareceu, apenas foi mencionada no episódio "Tratado de Paz no Jardim".
- Príncipe do Planeta Gog: Um príncipe baixinho e com asas, que no episódio "Tratado de Paz no Jardim" organiza um tratado de paz aos Blarbs devido a um conflito entre os ancestrais de Jaime e ele. Só apareceu nesse episódio e nunca mais apareceu.
- Mercenário de Aluguel: Um personagem que só apareceu no episódio de mesmo nome, mas chegou a ser mencionado em alguns episódios. É um mercenário que os aliens contratam para eliminar outros aliens, e nesse episódio, os Vloks contratam ele para matar Jaime, mas eles logo descobrem que a fraqueza dele é o grito horroroso de Aline ao vê-lo.
- Grande Izlobo: Um gigante intergaláctico que aparece apenas nos feriados de Izlobonharfe, como visto no episódio 5 da Primeira temporada ("Feliz Izlobonharfe!"), a tradição é botar um tipo alienígena de gelatina chamado Izloo na janela de sua casa, e aí Izlobo o degusta e se ele achar bom, irá ir embora, mas se achar ruim, o destino é desconhecido. Apareceu apenas no episódio acima, mas fez um cameo no episódio "Problema de Estacionamento", da Segunda Temporada.
- Crítico: É um alien baixo e marrom rabugento que é crítico do EIA, um instituto alienígena que diz a nota de seu planeta, caso o planeta esteja com uma nota baixa, o planeta será enviado para longe do sol. Ele e outros de sua espécie, que até hoje é desconhecida, são funcionários do MDCI (Ministério dos Documentos e Coisas Importantes), como visto no episódio "Problema de Estacionamento".
- Moby: Outro primo de Jaime, é muito pior que seus outros primos, no episódio de 2 partes "O Império Blarb", ele engana Jaime e Erwin e governa o planeta Blarb do mesmo jeito que o General Vlok, fazendo com que todos os planetas se curvem para ele, ou então ele iria explodí-los, até que o General, Jaime e Erwin (com a ajuda de um velhinho), usam o setro real (já que o que Moby estava usando era um de plástico feito na China) e derrotam ele.

## Dublagem

### 1ª Dublagem 2014 (Gloob)
- Jaime (Jamie) Blarb - Cadu Paschoal
- Erwin Walsh - João Victor Granja
- Aline (Praline) Walsh - Flávia Fontenelle
- Tenente Vilson - Sérgio Stern
- Sargento Muunhoz - Ricardo Schnetzer
- Sr. Walsh - Duda Espinoza
- Sra. Walsh - Andrea Murucci
- Rei Blarb - Eduardo Borgerth
- Mitch - Leonardo Rabelo
- Iris Mermoz - Bruna Laynes
- Preston Walsh - Gustavo Pereira
- Narrador da abertura - Nando Sierpe

Estúdio: Drei Marc Rio de Janeiro, RJ

### 2ª Dublagem 2017 (Nat Geo Kids)
NOTA: Nesta dublagem muitos dos nomes foram trocados.
- Jaime Blarb - Rafael Quelle/Raíssa Bueno (voz feminina)
- Erwin Walsh - Carloz Magno
- Aline Walsh - Gabriela Pellegrino
- Tenente Vilson - Tiaggo Guimarães
- Sargento Muunhoz - Luiz Nunes
- General Vlok - Ênio Vivona
- Sr. Walsh - Renan Villela
- Sra. Walsh - Mariana Pozatto
- Mitch - Gustavo Martinez
- Rei Blarb - Caio César Oliveira
- Narrador da abertura - Luiz Nunes

Estúdio: Dubbing Company Campinas, SP

## Exibição
Na França, o programa estreou em Setembro de 2013 na TV aberta France 3 no bloco LuDo e pela TV5MONDE no bloco TiVi5MONDE, e também é exibido em TV por assinatura pela TéléTOON+ e pelo Canal+ Family. No Brasil, foi exibido entre 2014 e 2017 pelo Gloob, da Globosat, desde 2017, a série no Brasil e na América Latina está disponível pelo novo canal Nat Geo Kids, da Fox Networks Group, e com isso, em 2018, estreou no bloco de sábado de manhã Desperte sua Curiosidade do canal irmão FOX. Na Austrália ele estreou em 2015 na ABC Me. No Reino Unido está desde 2015 pelo canal Pop, da Sony Pictures Television. Em Portugal, está disponível pelo Canal Biggs desde o início de 2018.
| Países         | Emissoras                                       | Nome                                                                | Exibido desde |
| -------------- | ----------------------------------------------- | ------------------------------------------------------------------- | ------------- |
| França         | France 3 TV5MONDE TéléTOON+ Canal+ Family Gulli | Jamie a des Tentacules!                                             | 2013          |
| Brasil         | Gloob Nat Geo Kids FOX                          | Jamie tem Tentáculos (Gloob) Jaime e seus Tentáculos (Nat Geo Kids) | 2014          |
| Portugal       | Biggs                                           | Jamie, o Príncipe do Planeta Blarb                                  | 2018          |
| Austrália      | ABC Me                                          | Jamie's Got Tentacles                                               | 2015          |
| Reino Unido    | Pop                                             | Jamie's Got Tentacles                                               | 2015          |
| Nova Zelândia  | TVNZ                                            | Jamie's Got Tentacles                                               | 2015          |
| África         | Kwesé TV Gulli Africa                           | Jamie's Got Tentacles                                               | 2015          |
| Itália         | DeA Kids K2 Frisbee                             | Mamma, Jamie ha i tentacoli!                                        | 2016          |
| Espanha        | Clan                                            | Jamie Tentáculos                                                    | 2015          |
| América Latina | Nat Geo Kids FOX                                | Jaime y sus Tentáculos                                              | 2017          |
| Polónia        | teleTOON+                                       | Jamie Mamacki                                                       | 2016          |
| Bélgica        | Ketnet                                          | Jamie heeft Tentakels                                               | 2014          |
| Índia          | Chutti TV                                       | ஜேமி'ஸ் காட் டெண்டிகில்ஸ்                                                      | 2018          |
| Rússia         | Gulli                                           | Откуда у Джейми щупальцы                                            | 2015          |
| Ucrânia        | 1+1                                             | Джеймі-щупальця                                                     | 2015          |
| Coreia do Sul  | MBC                                             | 제이미 촉수 촉수                                                    | 2015          |
| Mayotte        | Mayotte La Premiére                             | Jamie a des Tentacules!                                             | 2018          |

## DVD
Vários DVDs da série foram lançados em 2015 pela France Télévisions e Sony Pictures Home Entertainment na França por região 2. Contém 2 discos com 13 episódios cada em cada volume. Não tem data de estreia para lançar no resto do mundo.